# Новая (Шацкий район)
Но́вая (Новка) — деревня в Шацком районе Рязанской области. Входит в состав Тарадеевского сельского поселения. Точная дата основания не известна.
Расстояние до районного центра — 20 км, до областного центра 170 км. Находится в 7 км к северу от федеральной автомобильной дороги М5 «Урал» М5.

## География
Деревня находится в непосредственной близости от крупного села Шевырляй.

## Население
| 1989 | 2010 | 2012 |
| ---- | ---- | ---- |
| 65   | ↘20  | ↗25  |